# Heritagefilm
Heritagefilmen (från engelskans heritage - arvegods) är en filmgenre av brittiska historiska kostymdraman som utspelar sig i ett tidspann mellan ungefär 1880 och 1940. Genren tog vid på 1980-talet och har utvecklats till idag, men vissa menar att en tradition av heritagegenren har funnits längre än så inom brittisk film Genren kopplas ibland ihop med vad som kallas ”heritage industry”, ett slags kulturindustri som innefattar allt från konst, upplevelser och gamla historiska byggnader och kan då liknas vid turismreklamfilmer för den brittiska nationella identiteten. Filmerna har blivit väldigt populära hos en såväl inhemsk som internationell publik. 
1961 träffades indiskfödde filmproducenten Ismail Merchant och filmregissören James Ivory och bildade produktionsbolaget Merchant Ivory Productions. Tillsammans med manusförfattaren Ruth Prawer Jhabvala som skulle medverka i flera av deras kommande produktioner, släppte de sin första film The Householder 1963. Mest känt blev bolaget för sina filmatiseringar av E.M Forster-romaner så som Ett rum med utsikt (A Room with a View, James Ivory, 1985), Howards End (James Ivory, 1992) och Återstoden av dagen (Remains of the Day, Kazuo Ishiguro, 1993). Merchand-Ivory-produktionerna ses ibland som synonyma med heritagefilmen då de ofta visar på en fascination för gamla engelska hus, landskap och trädgårdar och har ett pråligt och nostalgiskt bildberättande vad gäller detaljer och interiörer hos den svunna tid filmerna skildrar. . Bolaget producerade över 40 filmer, tog hem 6 Oscarsstatyetter och höll igång ända tills Ismail Merchant avled år 2005.

## Filmer i urval
- Triumfens ögonblick (Hugh Hudson, 1981)
- Ett annat land (Another Country, Julian Mitchell, 1984)
- A Passage to India (David Lean, 1984)
- Ett rum med utsikt (A Room with a View, James Ivory, 1985)
- Henry V (Kenneth Branagh, 1989)
- Howards End (James Ivory, 1992)
- Orlando (Sally Potter, 1992)
- Återstoden av dagen (Remains of the Day, Kazuo Ishiguro, 1993)
- Emma (Douglas McGrath, 1996)
- The Wings of a Dove (Iain Softley, 1997)
- The Tichborne Claimant (David Yates, 1998)
- Elizabeth (Shekhar Kapur, 1998)
- Shakespeare in Love (John Madden, 1998)
- Stage Beauty (Richard Eyre, 2004)
- Stolthet och fördom (2005) (Pride and Prejudice, Joe Wright, 2005)
- Atonement (Joe Wright, 2007)